# José Miguel Varas
José Miguel Varas Morel (Santiago, 12 de marzo de 1928-Santiago, 23 de septiembre de 2011) fue un locutor de radio, periodista y escritor chileno de amplia y polifacética carrera, Premio Nacional de Literatura en 2006.

## Biografía
Hijo del coronel de Ejército y escritor José Miguel Varas Calvo y de Elvira Morel Hesketh —quienes tuvieron luego otros tres hijos: Elvira, Inés y Carlos Antonio—, José Miguel estudió en el Instituto Nacional (aunque un año, cuarto de humanidades, lo hizo en el Liceo de Hombres de Punta Arenas adonde su padre había sido destinado) y fue allí que comenzó a escribir, con 13 años de edad.
En 1946 ingresó en la Universidad de Chile a estudiar leyes (por las tardes trabajaba en una compañía de seguros, y por la noche, en una radio), pero a los dos años pasó al Instituto Pedagógico, donde permaneció un año. Trabajó como locutor en varias radioemisoras de Santiago —en 1958 regresó a Punta Arenas para encabezar la radio La voz del sur— y en diferentes medios como la revista Vistazo (1952) y el diario comunista El Siglo (1953-1957), del que fue nombrado director en 1961. 
Publicó su primer libro —Cahuín— siendo un muchacho de 18 años y el siguiente —Sucede en 1950, año en que se casó. Ambos eran de relatos; su primera novela apareció en 1963, a la que siguieron, cinco años más tarde, la biografía novelada Chacón, y, en 1968, el libro de cuentos Lugares comunes. Cierra esta etapa anterior al exilio la publicación de los cuentos Historias de risas y lágrimas. 
Miembro del Partido Comunista (PC), en 1959 viaja a Praga donde trabaja dos años y medio en la emisión en español de la radio chescoslovaca.
En 1967 entra como locutor en Radio Magallanes (Santiago), del PC. Ese mismo año se desempeña como rostro del informativo Pantalla noticiosa de Canal 9. Con la llegada del socialista Salvador Allende al poder, es nombrado jefe de prensa de Televisión Nacional de Chile en 1971, estando a cargo del informativo Noticiero.
Después del golpe militar del 11 de septiembre de 1973, trabajó en la Unión Soviética (1974-1988) en Radio Moscú en el programa Escucha Chile y escribió para la revista cultural chilena Araucaria.
Tras 17 años de exilio, regresó a Chile y comenzó a publicar un libro tras otro —relatos, crónicas político-literarias, novelas—, recibiendo también premio tras premio, incluido el Nacional de Literatura (2006). 
Varias de sus obras han sido traducidas a otros idiomas y sus cuentos han aparecido asimismo en antologías (por ejemplo, Historias de risas y lágrimas, Quimantú, Santiago, 1973).
Falleció el 23 de septiembre de 2011 en su hogar, ubicado en la comuna de Ñuñoa.
Sus restos fueron velados en la Casa Museo Michoacán de los Guindos, ubicada en Avenida Lynch Norte 164, La Reina, la que, además de albergar un museo de Delia del Carril, es utilizada para diversos eventos. Fue sepultado en el cementerio Parque del Recuerdo.

## Obras

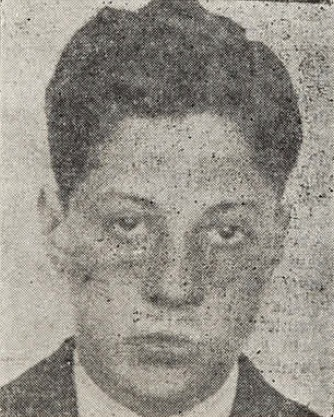
José Miguel Varas (1949).

- Cahuín, crónicas y anécdotas sobre la vida estudiantil; edición privada, Santiago, 1946 (reeditado por LOM en 2002 junto con Porai bajo el título de Cahuín + Porái)
- Sucede, ediciones Pax, Santiago, 1950
- Porai , novela, Edicios del Litoral, Santiago, 1963. Prólogo de José Santos González Vera (reeditado por LOM en 2002 junto con Cahuín bajo el título de Cahuín + Porái)
- Chacón, Talleres de la Sociedad Impresora Horizonte, Santiago, 1968 (reeditado por LOM, Santiago, 1998)
- Lugares comunes , Editorial Nascimiento, 1969. Contiene 13 cuentos:
  - Nosotros; Achao; La denuncia; Tía; Campamento; Crónica; Canuto; Un señor oficial; Radioteatro; Quesillos; Relegados; Barrio y El desahogo
- Las pantuflas de Stalin, CESOC Ediciones, Santiago, 1990. Contiene tres relatos, con prólogo de Armando Uribe:
  - Las pantuflas de Stalin; Lenin cospirando sin pera ni bigote y Formación de un académico
- Neruda y el huevo de Damocles, Editorial Los Andes, Santiago, 1991
- El correo de Bagdad, Planeta, Santiago, 1994 (reeditado por Alfaguara, 1999)
- La novela de Galvarino y Elena, LOM, Santiago, 1995 (enlace roto disponible en Internet Archive; véase el historial, la primera versión y la última).
- Exclusivo, Planeta, Biblioteca del Sur, Santiago, 1996. Contiene 8 cuentos: 
  - Alma, no me digas 'nida'; Exclusivo; El poeta; El vendedor del tren; La perra; La sopa; Mal y El ojo de la papa
- Cuentos de ciudad, LOM, Santiago, 1997. Contiene 20 relatos:
  - Año Nuevo en Gander; Leones y caballos urbanos; El súper gerente; Matar el tiempo; Un amor de Vitia; Las dos hermanas; La tiótia Olia; Tarde con varonas; Despedida de casado; Encuentro con la Rufina; La dama del balcón; La viuda y la bicicleta; El poder de la palabra; La danza; Caras conocidas; La Marinita; El condiscípulo; Con el pie izquierdo; Audición Bellavista; La tía María
- Nerudario, Planeta, Santiago, 1999
- Cuentos completos, Alfaguara, Santiago, 2001. Contiene 80 relatos, con prólogo de Armando Uribe:
  - DEL ÁLBUM: Alma, no me digas 'nida'; Quesillos; Tía; El ojo de la papa; La tía Escilda; Araca, la cana; El casco verde; Mal; Luisa Fernanda; Ritos de tránsito; El condiscípulo; El vendedor del tren; Barrio; La tía María; La dama del balcón; Leones y caballos urbanos; Un señor oficial; Matar el tiempo; Crónica
  - DE KAFKA: El cautiverio
  - DEL TRANSEÚNTE: El poeta; Fervor de Suárez; El chileno más fuerte del mundo; El desagravio; Tirar en el bosque; En el parque; Transición; Amores de pasaje; El poder de la palabra; La viuda y la bicicleta; El Musiú; 'Su' paralítico; La danza; El servicio doméstico; Pendenciero; Alma de gordo; El fin está cerca; Adiós a la Muñeca; Encuentro con la Rufina; El tragaluz; Modelos para armar; La marquesa; Despedida de casado; Con el pie izquierdo
  - DE LA RADIO: Audición Bellavista; Despertando; La Marinita; El supergerente; Radioteatro; Nosotros
  - DE LA PRENSA: Exclusivo; Achao; Fuego a bordo; La denuncia; Canuto; El amante latino; Relegados; El desahogo; Campamento
  - DE LA INFAMIA: Pikinini; La perra; La sopa
  - DEL EXILIO: La terraza; La cobranza; El exiliado Moraga; Postal de Parna; El mulato pinto; Los prismáticos; Caldo de cabeza; Caras conocidas; Año Nuevo en Gander; Encuentros armenios; El calcetín y el buzo
  - DE RUSIA: Las pantuflas de Stalin; El poeta y el caiquén; Cara de caballo muerto; La tiótia Olia; Tarde con varonas; Un amor de Vitia; Formación de un académico
- Neruda clandestino , 2003
- El seductor, LOM, Santiago, 2006. Contiene 6 cuentos: 
  - El seductor; Cuentista y cuentero; Manolo en la víspera; El músico sobre el parrón; Regreso y Conducta de un gato
- Los sueños del pintor, novela, Alfaguara, Santiago, 2005
- Milico, novela en la que recrea la figura de su padre; LOM, Santiago, 2007. Alfaqueque Ediciones, Murcia-España, 2008.
- Conducta de un gato, LOM, Santiago, 2007
- La huachita, LOM, Santiago, 2009. Contiene 13 cuentos:
  - La huachita; Cosmopolita 1; Crónica policial; El Frente Femenino; Los clientes del abuelo; El grito; La cosa de la cultura; Informe sobre un sondeo; Venidos a menos; La muerte del Cangrejo Rey; El músico; Sordomudos en Praga; Cosmopolita 2
- La dama del balcón y otros cuentos, Alfaguara Juvenil, Santiago, 2009. Ocho relatos, con prólogo y estudio de Jaime Concha
- Los tenaces, 6 crónicas y entrevistas; LOM, Santiago, 2010
- Debo decir sucede, crítica literaria y crónicas; Catalonia, Santiago, 2011

## Premios y distinciones
- Premio Municipal de Literatura de Santiago 1964 por Porai
- Premio Mejores Obras Literarias Publicadas 1996 por La novela de Galvarino y Elena
- Premio Mejores Obras Literarias Publicadas 1997 por Exclusivo
- Premio Mejores Obras Literarias Publicadas 2002 por Cuentos completos
- Premio del Círculo de Críticos de Arte de Chile por Cuentos completos
- Premio Altazor 2002 por Cuentos completos
- Premio Nacional de Literatura 2006
- Finalista del Premio Altazor 2006 con Los sueños del pintor
- Premio Municipal de Literatura de Santiago 2007 por El seductor
- Premio Marta Brunet 2007 al mejor libro editado para niños y jóvenes, del Consejo del Libro, por Conducta de un gato
- Medalla Pushkin (Rusia), 2007
- Premio Altazor 2008 por Milico
- Premio Altazor 2010 por La huachita

| Predecesor: Armando Uribe Arce | Premio nacional de literatura de Chile 2006 | Sucesor: Efraín Barquero |